# 天女と漁夫
舞踏音楽「天女と漁夫」（てんにょとぎょふ）は、橋本國彦が作曲した管弦楽のためのバレエ音楽。

## 概要
花柳寿美の委嘱で作曲され、1932年10月13日に日比谷公会堂で開かれた「曙会」の新作発表会において初演された。日本舞踊家のために橋本が作曲した舞踏音楽群の一つにあたり、また、花柳のために橋本はこの作品の他にもバレエ音楽「吉田御殿」（1931年）や、ピアノ独奏のための「三枚繪」（1934年）などの作品を書いている。
蘆原英了による台本は羽衣伝説に基づくもので、海岸で漁夫が天女の羽衣を発見したあと、それを取り戻そうとする天女による踊り、羽衣を受け取った天女の昇天を描く。音楽には印象主義風の響きが随所に見られ、片山杜秀は「デュカスやピエルネあたりの流儀と日本伝統の歌や踊りの雰囲気を出合わせている」と評している。

## 交響組曲
初演の直後から、橋本が東京音楽学校の講師に就任した翌年にかけて演奏会用の組曲が編まれた。後年橋本は指揮者として、交響曲第1番とともにこの組曲を繰り返し取り上げた。
演奏時間は約20分。以下の音楽が切れ目なく奏される。
1. 序奏
2. 黎明
3. 漁夫たちの踊り
4. 漁夫の独舞
5. 漁夫と天女の踊り
6. 天女の舞
7. 天女の昇天

編成はフルート3、オーボエ2、クラリネット2、バスクラリネット、ファゴット2、ホルン4、トランペット3、トロンボーン3、チューバ、打楽器（四つ竹、邦楽の大小太鼓を含む）、弦五部。